# Hoa hậu Quốc tế 1997
Hoa hậu Quốc tế 1997 là cuộc thi Hoa hậu Quốc tế lần thứ 37, diễn ra vào ngày 20 tháng 9 năm 1997 tại Hội trường Kyoto Kaikan First, Kyoto, Nhật Bản. 42 thí sinh đến từ các quốc gia và vùng lãnh thổ tham gia cuộc thi năm nay. Trong đêm chung kết, Hoa hậu Quốc tế 1996 Fernanda Alves đến từ Bồ Đào Nha đã trao lại vương miện cho cô Consuelo Adler đến từ Venezuela.

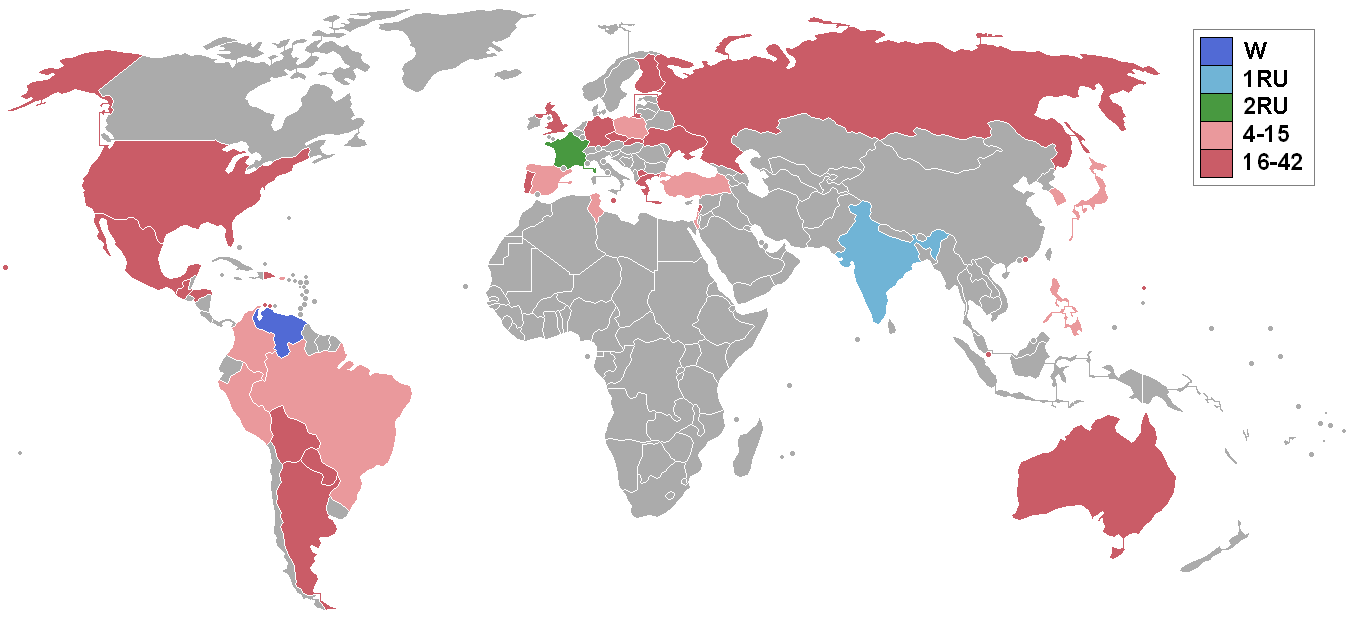
Các quốc gia và vùng lãnh thổ tham gia Hoa hậu Quốc tế 1997 và kết quả.

## Kết quả

### Thứ hạng
| Kết quả              | Thí sinh |
| -------------------- | --- |
| Hoa hậu Quốc tế 1997 | - Venezuela – Consuelo Adler |
| Á hậu 1              | - Ấn Độ – Diya Abraham |
| Á hậu 2              | - Pháp – Marie Pauline Borg |
| Top 15               | - Brazil – Valeria Bӧhm - Colombia – Ingrid Nader - Israel – Lital Shapira - Nhật Bản – Sayuri Seki - Hàn Quốc – Kim Ryang-hee - Peru – Ana Virginia Matallana - Philippines – Susan Jane Ritter - Ba Lan – Agnieszka Myko - Puerto Rico – Ymak Fagundo - Tây Ban Nha – Isabel Gil Gambin - Tunisia – Hajer Radhouene - Thổ Nhĩ Kỳ – Burcu Esmersoy |

### Các giải thưởng đặc biệt
| Giải thưởng                 | Thí sinh                      |
| --------------------------- | ----------------------------- |
| Hoa hậu Thân thiện          | - Thổ Nhĩ Kỳ – Burcu Esmersoy |
| Hoa hậu Ảnh                 | - Venezuela – Consuelo Adler  |
| Trang phục dân tộc đẹp nhất | - Brazil – Valeria Bӧhm       |

## Các thí sinh
42 thí sinh tham gia cuộc thi năm nay:
- Argentina - Nadia Jimena Cerri
- Aruba - Louisette Mariela Vlinder
- Úc - Nadine Therese Bennett
- Bolivia - Fabiana Nieva Caso
- Brazil - Valéria Cristina Böhm
- Anh Quốc - Rachael Liza Warner
- Colombia - Ingrid Katherine Náder Haupt
- Curaçao - Jadira Suleika Bislick
- Cộng hòa Séc - Gabriela Justinová
- Cộng hòa Dominica - Elsa María Peña Rodríguez
- Phần Lan - Maria Hannele Hietanen
- Pháp - Marie Pauline Borg
- Đức - Manuela Breer
- Hy Lạp - Vanessa Stavrou
- Guatemala - Glenda Irasema Cifuentes Ruíz
- Hawaii - Christina Pei Jung Lin
- Honduras - Jennifer Elizabeth Parson Campbell
- Hồng Kông - Xa Thi Mạn
- Ấn Độ - Diya Abraham
- Israel - Lital Pnina Shapira
- Nhật Bản - Sayuri Seki
- Hàn Quốc - Kim Ryang-hee
- Liban - Nisrine Sami Nasr
- Macedonia - Andrijana Acoska
- Malta - Ramona Bonnici
- Mexico - Marisol Alonso González
- Quần đảo Bắc Mariana - Maria Theresa Falalimpa Acosta
- Paraguay - Martha Graciela Maldonado
- Peru - Ana Virginia Matallana Illich
- Philippines - Susan Jane Juan Ritter
- Ba Lan - Agnieszka Beata Myko
- Bồ Đào Nha - Lara Kátia Fonseca
- Puerto Rico - Ymak Farrah Fagundo Soto
- Nga - Victoria Vladimirovna Maloivan
- Singapore - Joey Chin Chin Chan
- Slovakia - Monika Coculová
- Tây Ban Nha - Isabel Gil Gambín
- Tunisia - Hajer Radhouene
- Thổ Nhĩ Kỳ -  Burcu Esmersoy
- Ukraine - Julia Vladimirovna Zharkova
- Hoa Kỳ - Tanya Lorraine Miller
- Venezuela - Consuelo Adler

## Chú ý

### Trở lại
| - Lần cuối tham gia vào năm 1971: - Curaçao - Lần cuối tham gia vào năm 1977: - Liban - Lần cuối tham gia vào năm 1988: - Perú | - Lần cuối tham gia vào năm 1995: - Honduras - Mexico |

### Bỏ cuộc
| - Bỉ - Chile - Fiji - Hà Lan - Iceland - Luxembourg | - New Caledonia - Na Uy - Panama - Togo - Việt Nam |